# Centro Espacial Lyndon B. Johnson

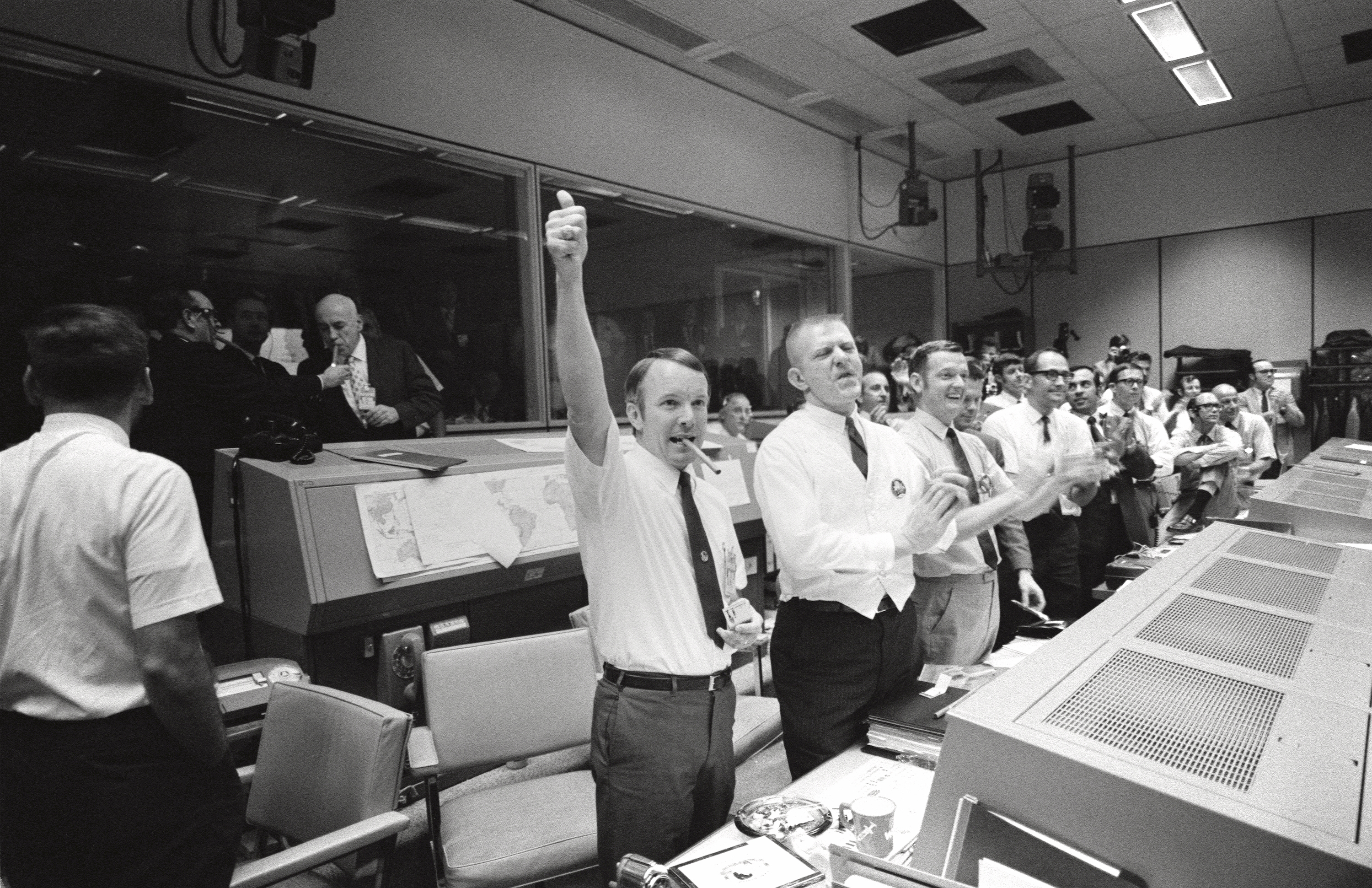
O Controle de Missão celebra com charutos a aterrissagem em segurança da Apollo 13 em 17 de abril de 1970.

Centro Espacial Lyndon B. Johnson (original: Lyndon B. Johnson Space Center) é o centro de comando dos voos tripulados, treinamento, pesquisa e controle de voo da NASA, a agência espacial norte-americana, baseado na cidade de Houston, Texas, Estados Unidos. O centro consiste num complexo de uma centena de edificios, construídos numa área de 1,620 acres (656 ha) de terra. Ele é a base do corpo de astronautas norte-americanos e é responsável pelo treinamento tanto dos astronautas do país quanto os de países internacionais parceiros. Popularmente é frequentemente chamado de Centro de Controle de Missão Christopher C. Kraft Jr., sua função principal durante as missões espaciais.
Construído num gigantesco terreno doado ao governo pela Universidade Rice e originalmente conhecido como Centro de Espaçonaves Tripuladas foi desenvolvido a partir do Space Task Group, um grupo de trabalho formado por cientistas e engenheiros em 1958, criado para coordenar o programa de voos tripulados da NASA. As novas instalações forma construídas no terreno doado e inauguradas em 1963. Em 19 de fevereiro de 1973 o centro foi renomeado como Lyndon B. Johnson em homenagem ao ex-presidente texano.
Tornado completamente operacional a partir de 1965, passou a controlar e monitorar todas as missões tripuladas norte-americanas desde a Gemini IV até os dias atuais.

## História
O Centro Espacial Johnson tem suas origens no ato legislativo National Aeronautics and Space Act, de 1958, de autoria do então senador Lyndon B. Johnson. Através dele, em 5 de novembro de 1958 foi criado o Space Task Group com engenheiros do Centro de Pesquisa Langley sob a direção de Robert Gilruth, um engenheiro pioneiro em pesquisas espaciais, para dirigir o Projeto Mercury e os programas tripulados subsequentes. O STG originalmente era subordinado ao Centro de Voos Espaciais Goddard.
Em 1961, após o presidente John F. Kennedy estabelecer o objetivo de colocar um homem na Lua ao fim daquela década, este grupo recebeu a responsabilidade de gerir o Programa Apollo e logo ficou claro que Gilruth iria precisar de uma organização maior, com novas instalações para testes e laboratórios de pesquisa à altura de montar uma expedição à Lua. Em agosto daquele ano, o diretor-associado do Centro de Pesquisa Ames, John F. Parsons, foi incumbido da missão de achar uma área para a criação destas instalações. Os requerimentos exigidos eram de um local com boas condições meteorológicas, céu claro, facilidade para transportes marítimos, proximidade de um grande centro de telecomunicações, disponibilidade de trabalhadores industriais registrados, disponibilidade de suprimento de água, clima ameno durante todo o ano permitindo o trabalho ao ar livre e uma comunidade culturalmente atraente.
A cidade de Houston foi inicialmente incluída pela sua proximidade com o depósito de munição do exército americano de San Jacinto, uma área de 19 km² nas proximidades ao largo do Canal de Houston, com duas universidades próximas, a Universidade de Houston e a Universidade Rice. O terreno para as novas instalações foram então doadas pela Rice, sua proprietária, e estava localizado numa área deserta a 40 km a sudeste de Houston perto da Baía de Galveston.
Em 19 de setembro de 1961, o Administrador da NASA, James Webb, anunciou a transformação do Space Task Group no Centro de Espaçonaves Tripuladas, a ser baseado no local escolhido em Houston. Imediatamente após o anúncio, Gilruth e sua equipe começaram a planejar a mudança de Langley para Houston, começando a ocupar o que se transformaria em 27,4 km² de escritórios e espaços para laboratórios em onze sítios espalhados na área. Em 1 de novembro, a conversão do STG no MSC tornou-se oficial.
A construção do centro começou em abril de 1962 e a nova organização comandada por Gilruth mudou-se para instalações temporárias em setembro. Naquele mês, o presidente Kennedy fez um discurso na Universidade Rice sobre o programa espacial dos Estados Unidos. O discurso é famoso pelo destaque dado ao Programa Apollo mas Kennedy também fez referência ao novo centro:
O que antes era o posto avançado mais distante na fronteira do velho oeste será o posto avançado mais distante na nova fronteira da ciência e do espaço. Houston, ... com seu centro de naves espaciais tripuladas, vai se tornar o centro de uma grande comunidade científica e de engenharia. Durante os próximos cinco anos, a NASA espera dobrar o número de cientistas e engenheiros nesta área, incrementar seus gastos com salários e despesas de US $ 60 milhões por ano, para investir cerca de US$ 200 milhões em instalações de plantas e de laboratório, e investir mais de 1 bilhão de dólares em esforços para o programa espacial a partir deste centro nesta cidade.Original {{{{{língua}}}}}: Discurso na Universidade Rice, 12 de setembro de 1962— John F. Kennedy
As instalação foi oficialmente inaugurada em setembro de 1963 e tornou-se o controle central de missão de todos os voos espaciais tripulados norte-americanos do Projeto Gemini em diante. O Centro de Controle de Missão Christopher C. Kraft Jr. tornou-se plenamente operacional a partir do voo da Gemini IV em junho de 1965, Em 19 de fevereiro de 1973, o Centro de Espaçonaves Tripuladas foi renomeado como Centro Espacial Lyndon B. Johnson em homenagem ao falecido presidente norte-americano.
Além de ser a base dos astronautas, o JSC também acolhe o  Lunar Receiving Laboratory, uma instalação isolada onde os astronautas que retornavam da Lua ficavam em quarentena e onde material lunar trazido do satélite era estocado e continua a ser analisado. A Divisão de Pouso e Resgate operava o navio MV Retriever no Golfo do México, para treinamento dos astronautas dos programas Apollo e Gemini no resgate na água após a amerrisagem das cápsulas. Um dos artefatos em exposição no Centro é o foguete Saturno V usado para o lançamento das espaçonaves que foram à Lua.

## Instalações

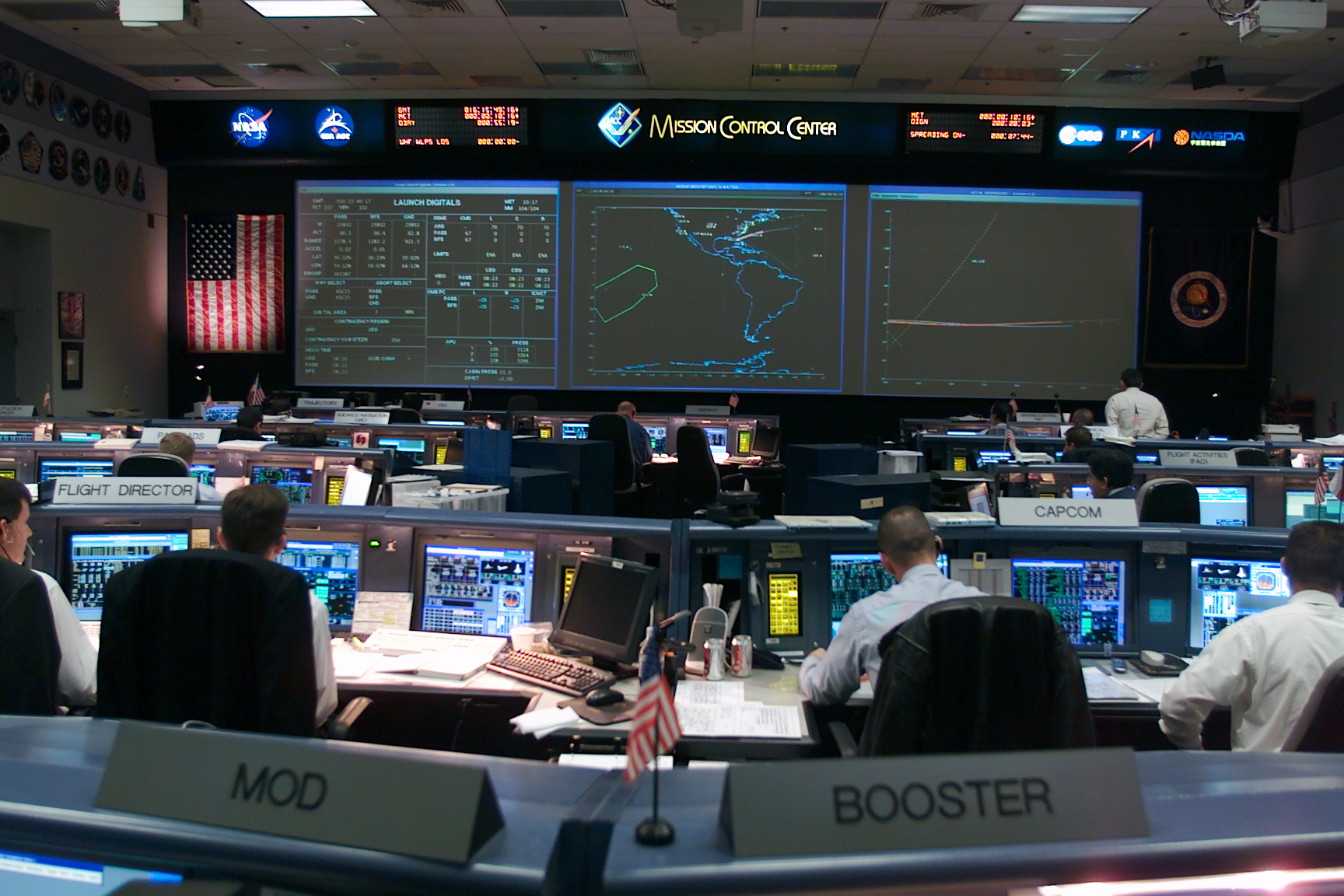
Sala de controle de voo do Ônibus Espacial Columbia na missão STS-83.

O Centro Espacial Lyndon Johnson é a casa do Centro de Controle de Missão Christopher C. Kraft Jr., o Centro de Controle da NASA que controle e monitora todos os voos tripulados americanos. O
Centro de Controle dirigiu todas as missões Apollo e dos ônibus espaciais à Estação Espacial Internacional. O Centro de Controle da Missão Apollo, que é um Marco Histórico Nacional, fica no Edifício 30. Do momento em que uma nave é lançada da plataforma de lançamento até o momento em que ela aterriza de volta, ela está nas mãos do Controle de Missão. O Centro abriga várias salas de controle de voo, das quais os controladores de voo monitoram e coordenam as missões. Estas salas tem dezenas de computadores para controlar, comunicar-se e comandar as espaçonaves. Durante as missões, elas operam 24 horas geralmente com três turnos de técnicos.
O JSC também abriga a grande maioria do treinamento e do planejamento do corpo de astronautas, com instalações próprias como o Instalações de Treinamento Sonny Carter e o Neutral Buoyancy Laboratory, com sua enorme piscina onde os astronautas simulam as condições de falta de gravidade no espaço, um componente essencial para o treinamento das caminhadas espaciais. Ele também é responsável pela direção das operações no White Sands Test Facility, no Novo México, que serviu como área reserva de pouso dos ônibus espaciais e que será o centro de coordenação do Programa Constellation, planejado para substituir o programa dos ônibus espaciais depois de seu encerramento.

## Pessoal e treinamento
O JSC é servido por cerca de 3200 funcionários, incluindo 110 astronautas. A maior parte da força de trabalho são os mais de 15 mil contratados sem vínculo de emprego. Cerca de 15 empresas contratadas trabalham no JSC. Sua diretora geral (em 2014) é a ex-astronauta Ellen Ochoa, a 11ª no cargo desde o pioneiro Robert Gilruth.

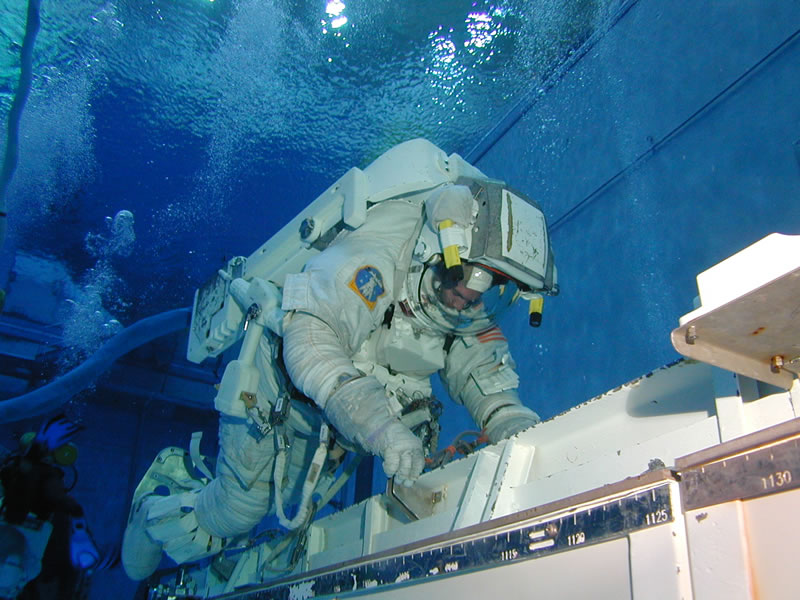
Um astronauta do programa dos ônibus espaciais treinando na piscina profunda do Neutral Buoyancy Laboratory.

Os treinamentos dos cursos de astronautas são todos realizados no Centro. Os candidatos selecionados recebiam treinamento nos sistemas dos ônibus espaciais e agora nas novas espaçonaves Orion, planejadas para substituí-los. Cursos são ministrados de ciências básicas, matemática, navegação, oceanografia, dinâmica orbital, computação, culinária, fotografia, astronomia e física. Designados ao Escritório dos Astronautas, os candidatos cumprem um curso de dois anos até a qualificação. Os exigentes treinamentos físicos incluem cursos de sobrevivência militar na terra e na água antes de começarem o curso de instrução de voo e todos são obrigados a completarem um curso de mergulho, para qualificação ao treinamento submarino de Atividades extra-veiculares e precisam ser aprovados num teste de natação. O treinamento AEV é realizado no Neutral Buoyancy Laboratory ; os candidatos também são treinados para lidar com emergências com pressões atmosféricas em câmeras hiperbáricas e mantém uma rotina mensal de 15 horas de voo nos jatos T-38 da NASA.
Os candidatos selecionados pela agência para o curso de astronauta começam seu treino formal no primeiro ano lendo os manuais da NASA e tendo aulas teóricas de computação dos diversos sistemas das naves que irão tripular, enquanto o segundo ano é mais dedicado ao treinamento prático e físico.
Centenas de funcionários do Centro, professores, cientistas, geólogos, físicos, químicos, engenheiros etc, trabalham na área de pesquisas, em programas relacionados à ciência aplicada e pesquisas médicas. Tecnologias descobertas e criadas para os voos espaciais são hoje comumente usadas nos campos da medicina, agricultura, energia, comunicações e eletrônica, entre outros.

## Galeria

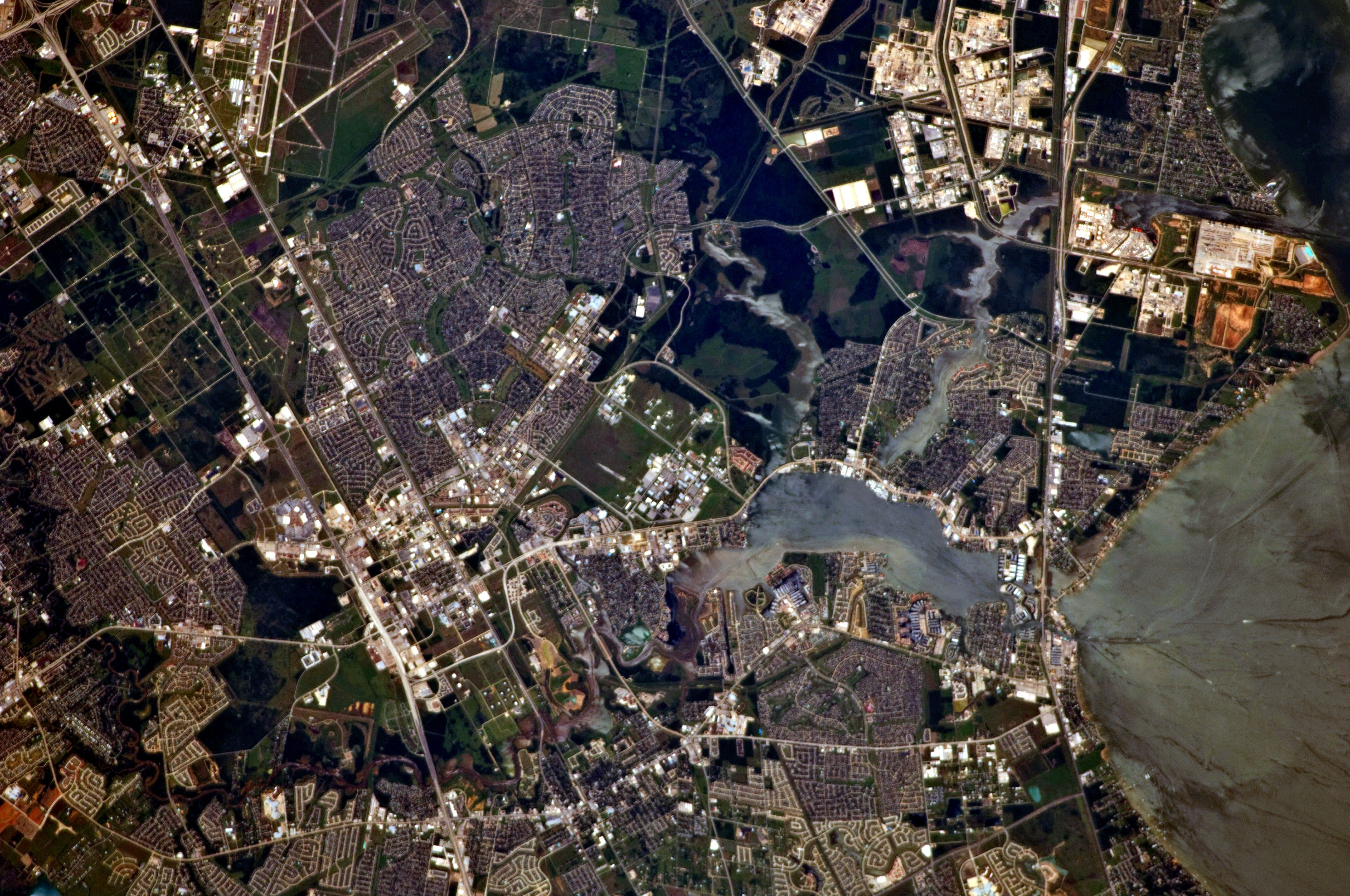
Foto do Centro Espacial Johnson tirada desde a ISS.
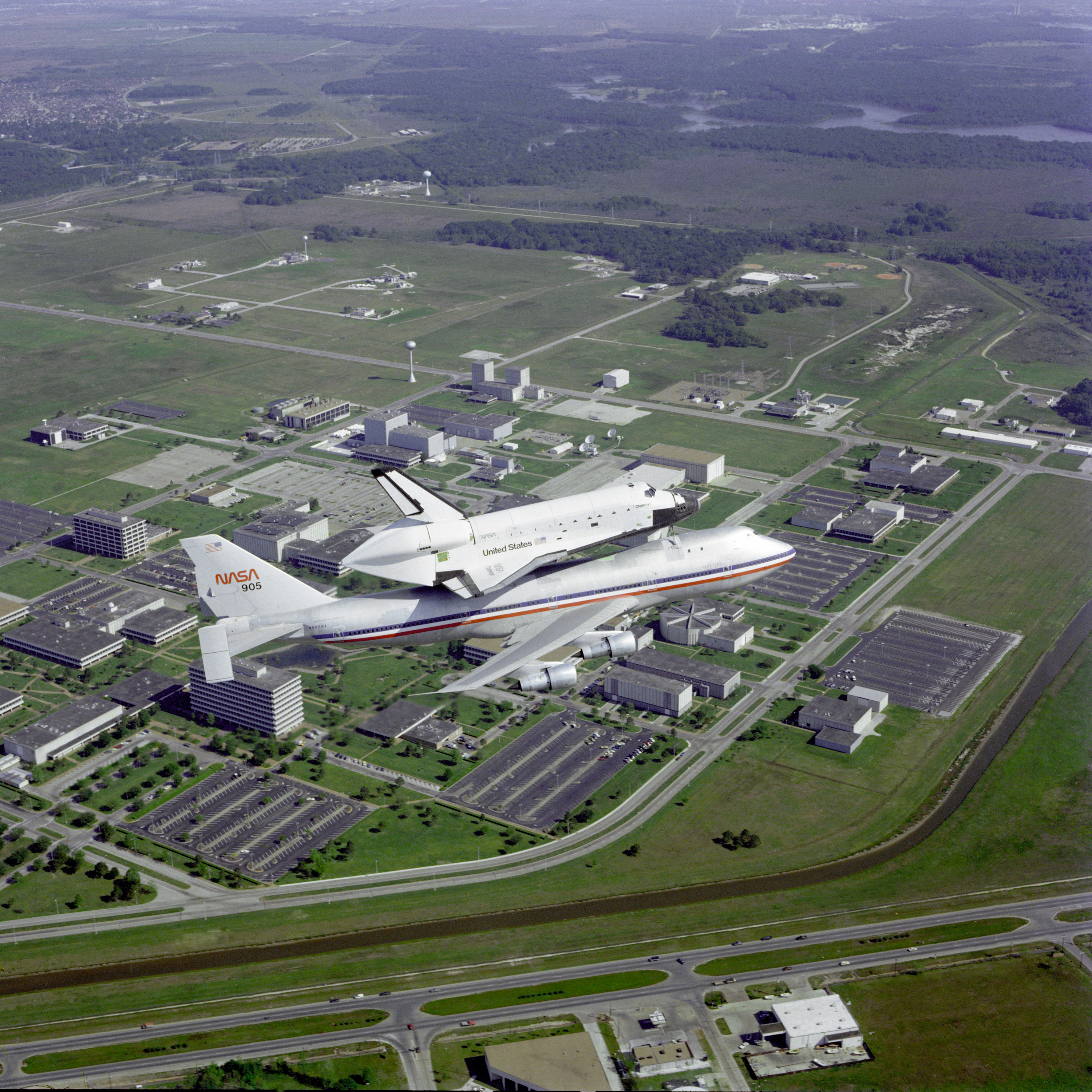
Ônibus Espacial Challenger sobrevoa o JSC no topo do seu avião-transportador Boeing 747-100 em 1983.
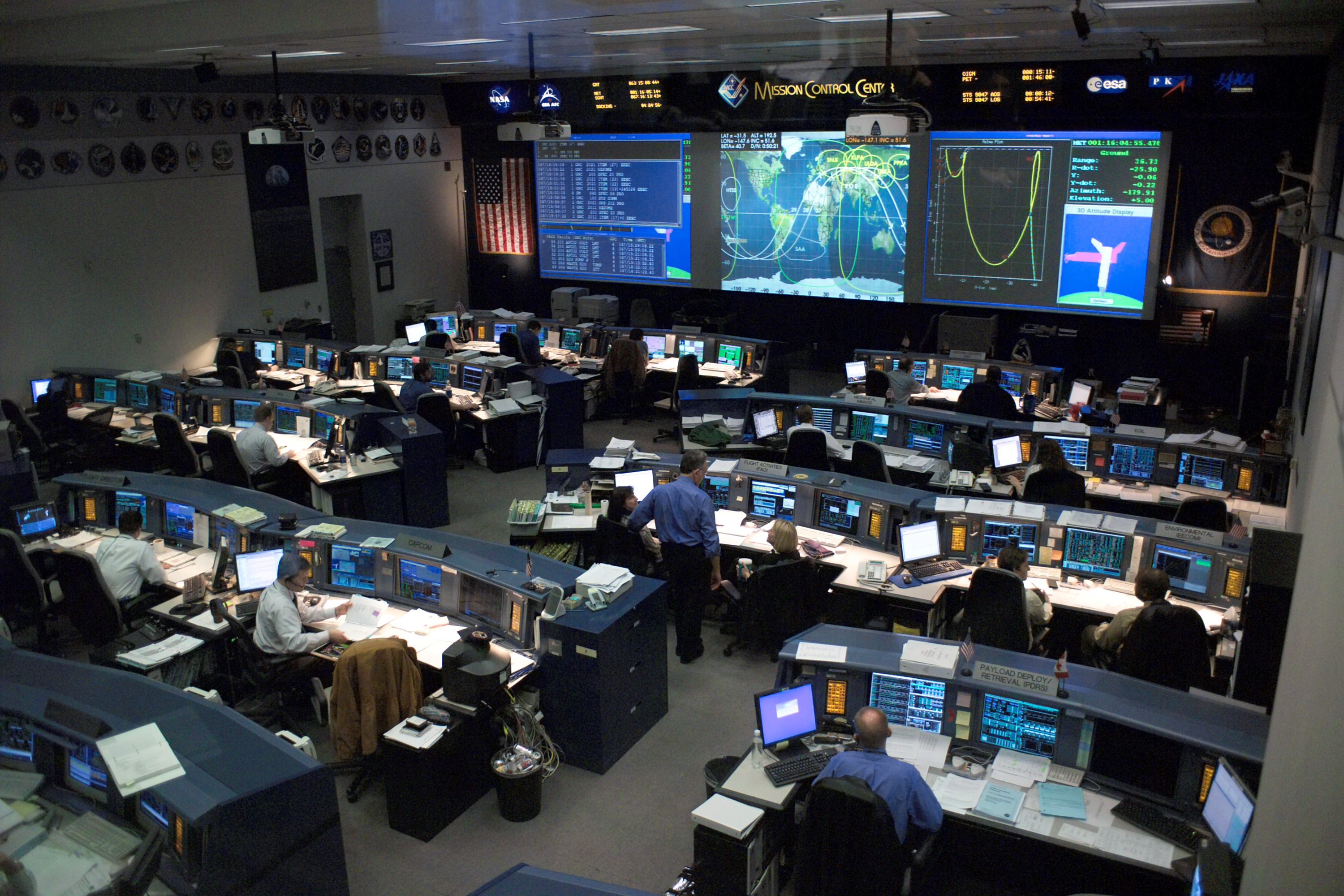
Controle de Missão do JSC em 2004.
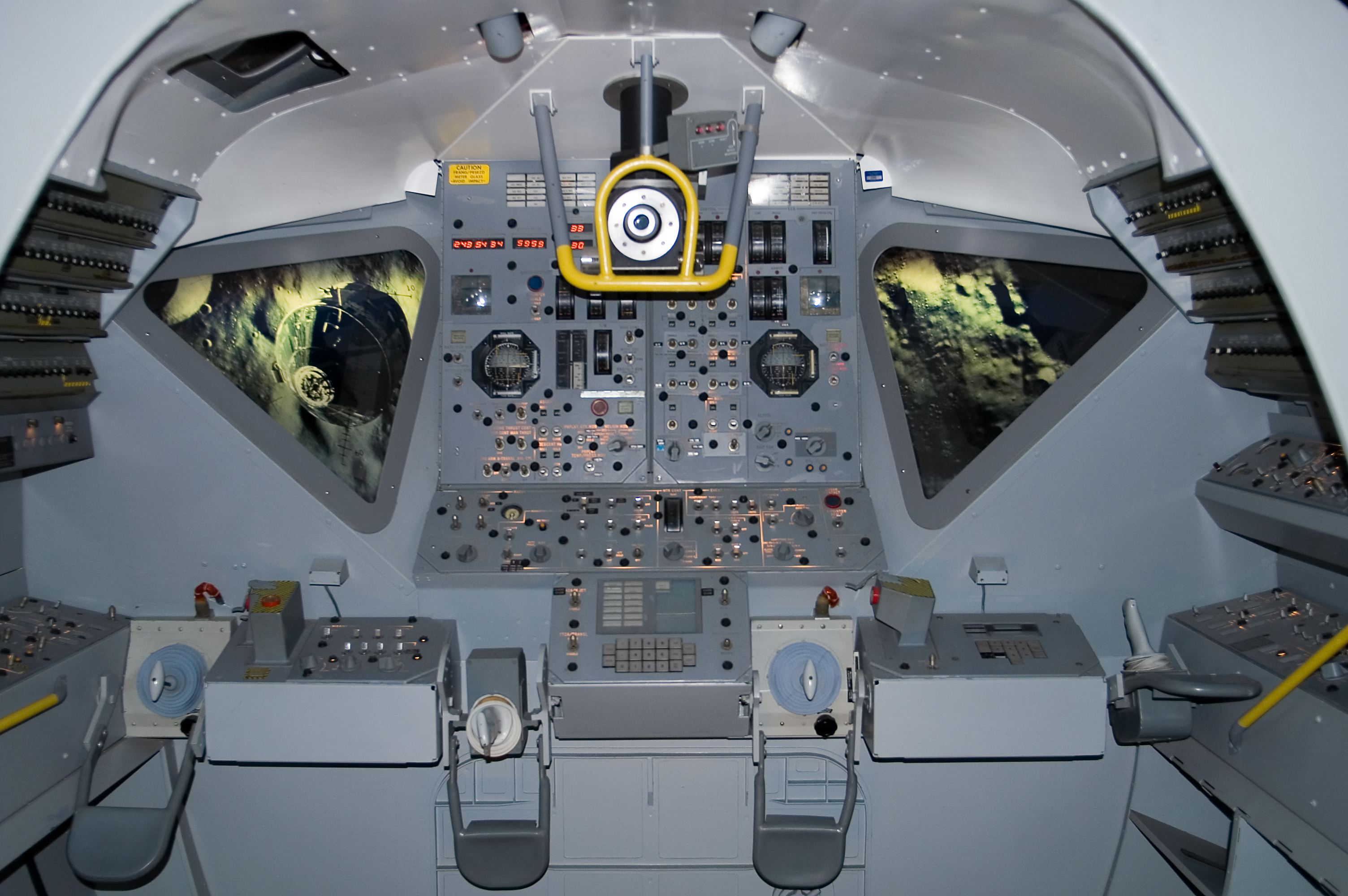
Simulador do módulo lunar em exibição no JSC.